# Eukoenenia meridiana
Eukoenenia meridiana is een spinnensoort in de taxonomische indeling van de Palpigradi.
Het dier komt uit het geslacht Eukoenenia. Eukoenenia meridiana werd in 1960 beschreven door Rémy.